# Tungusita
La tungusita és un mineral de la classe dels silicats, que pertany al grup de la girolita. Rep el nom per localitat tipus, la riba dreta del riu Tunguska Inferior, a Rússia.

## Característiques
La tungusita és un silicat de fórmula química Ca₄Fe₂Si₆O₁₅(OH)₆. Va ser aprovada com a espècie vàlida per l'Associació Mineralògica Internacional l'any 1966. Cristal·litza en el sistema triclínic. La seva duresa a l'escala de Mohs és 2.
Segons la classificació de Nickel-Strunz, la tungusita pertany a «09.EE - Fil·losilicats amb xarxes tetraèdriques de 6-enllaços connectades per xarxes i bandes octaèdriques» juntament amb els següents minerals: bementita, brokenhillita, pirosmalita-(Fe), friedelita, pirosmalita-(Mn), mcgil·lita, nelenita, schal·lerita, palygorskita, tuperssuatsiaïta, yofortierita, windhoekita, falcondoïta, loughlinita, sepiolita, kalifersita, girolita, orlymanita, reyerita, truscottita, natrosilita, makatita, varennesita, raïta, intersilita, shafranovskita, zakharovita, zeofil·lita, minehil·lita, fedorita, martinita i lalondeïta.

## Formació i jaciments
Va ser descoberta a Tura, a la conca del riu Nizhnyaya Tunguska, al districte d'Evenkia (Krai de Krasnoiarsk, Rússia). També ha estat descrita en altres indrets del krai de Krasnoiarsk, així com als Estats Units, el Canadà, Islàndia i l'Índia.